# Erylus cornutus
Erylus cornutus is een sponzensoort uit de familie Geodiidae in de klasse gewone sponzen (Demospongiae).
De wetenschappelijke naam van de soort werd in 1925 gepubliceerd door Wilson.